# دينو بيسكاريو
دينو بيسكاريو (بالرومانية: Dinu Pescariu)‏ مواليد 12 أبريل 1974 في بوخارست، هو لاعب كرة مضرب روماني سابق وكان يلعب باليد اليمنى. أعلى تصنيف له في الفردي كان المركز الـ 75 في سنة 1998. سبق أن شارك في دورة الألعاب الأولمبية الصيفية.

## روابط خارجية
- دينو بيسكاريو على موقع رابطة محترفي التنس (الإنجليزية)
- دينو بيسكاريو على موقع الاتحاد الدولي لكرة المضرب (الإنجليزية)
- دينو بيسكاريو على موقع كأس ديفيز (الإنجليزية)
- دينو بيسكاريو على موقع خلاصة التنس.كوم (الإنجليزية)
- دينو بيسكاريو على موقع اللجنة الأولمبية الدولية (الإنجليزية)
- دينو بيسكاريو على موقع أوليمبيديا (الإنجليزية)